# Joaquim de Andrade Neves
José Joaquim de Andrade Neves, primeiro e único barão do Triunfo, (Rio Pardo, Rio Grande do Sul, 22 de janeiro de 1807 — Assunção, 6 de janeiro de 1869) foi um militar brasileiro. É reconhecido por sua importante participação na Guerra do Paraguai.

## Biografia

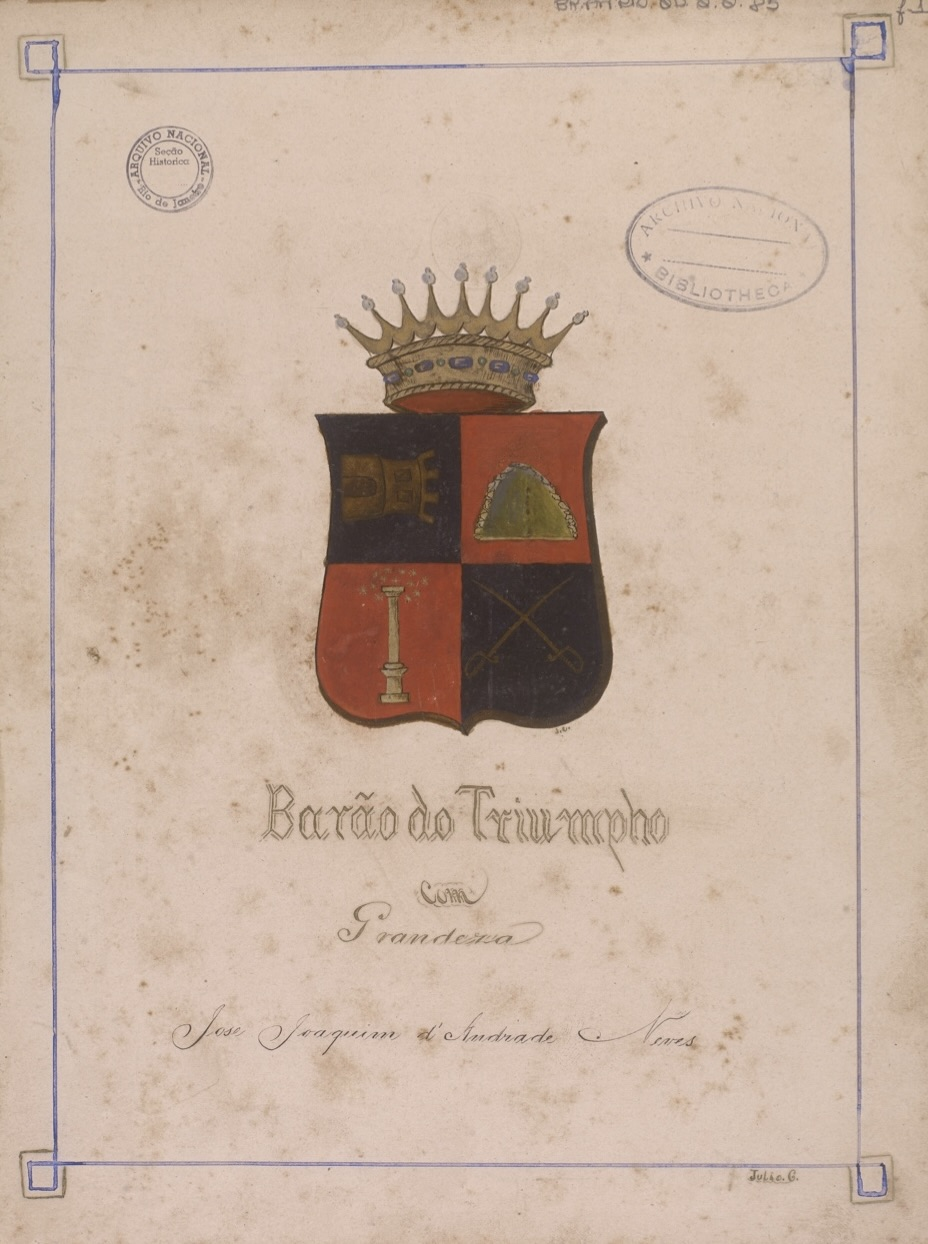
Brasão de armas do barão do Triunfo.

Filho de José Joaquim de Figueiredo Neves e Francisca Ermelinda de Andrade, aos 19 anos de idade sentou praça, no 5° Regimento de Cavalaria. Pouco depois abandonou a carreira para ajudar o pai na fazenda da família. Casou-se com Ana Carolina de Andrade Neves com quem teve três filhos: Maria Adelaide de Andrade Neves, José Joaquim de Andrade Neves Filho e Luiz Carlos de Andrade Neves. Era avô de José Joaquim de Andrade Neves Neto.

### Vida Militar
Em 1835, quando rebentou a Revolução Farroupilha, Andrade Neves, deixou a agricultura, alistou-se, voluntariamente, no lado imperial. Tomou parte ativa em um grande número de combates como membro da Guarda Nacional, tendo se distinguido no ataque à ilha do Fanfa (no rio Jacuí), onde Bento Gonçalves da Silva foi feito prisioneiro. No combate de Taquari Andrade Neves recebeu dois ferimentos de bala, entretanto permaneceu no campo de batalha até o término da luta. Sempre com a lança em punho, à frente de seus esquadrões, serviu à causa da legalidade com inexcedível bravura, até o Tratado de Poncho Verde.
Elevado a major da Guarda Nacional em 1840 e a tenente-coronel em 1841. De alferes a tenente-coronel, conquistou todos os postos no campo de batalha, por ato de bravura. Por sua bravura foi convidado a entrar para o exército.

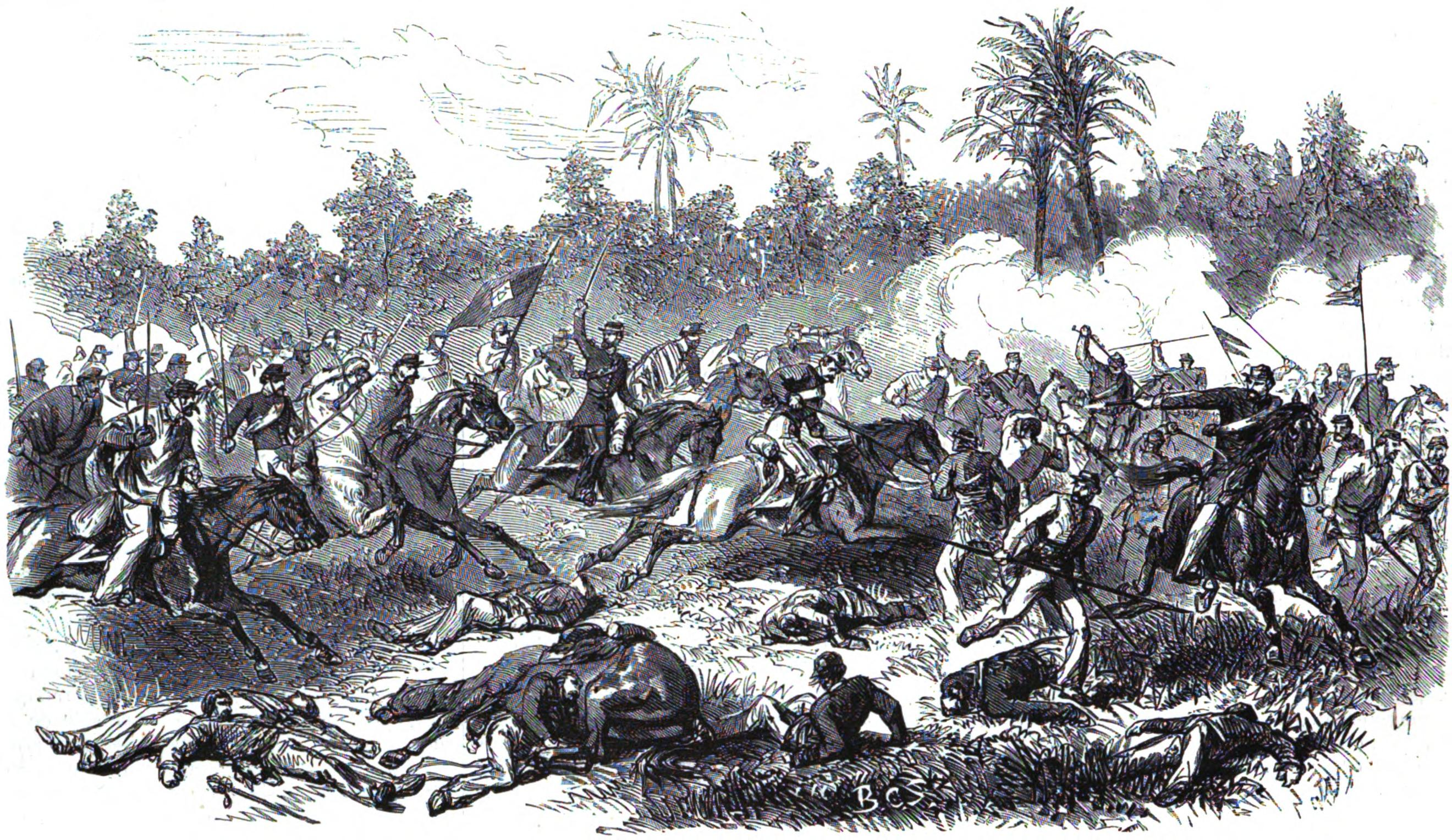
Carga da cavalaria do General Andrade Neves no Combate de Peru-Huê, nas proximidades do Rio Hondo, em 3 de agosto de 1867.

Após um breve período de vida, em paz, no campo, retorna às armas para lutar na Guerra contra Rosas, em 1851, reunindo um grupo de voluntários, destacando-se na batalha de Moron.
Em 1864, quando da invasão brasileira à República Oriental do Uruguai, para defender a vida e os interesses brasileiros, o já General Andrade Neves ia à frente da 3.ª Brigada de Cavalaria. Por ocasião do episódio conhecido por Sítio ou Cerco de Montevidéu, foi ele designado para atacar a fortaleza do Cerro. A 3.ª Brigada avança e a guarnição iça a bandeira branca nas ameias da muralha. Terminada a campanha no Uruguai, pelo tratado de 20 de fevereiro de 1865, o exército imperial marcha a caminho do Paraguai. Penetrou no território do Paraguai em 1867. Na batalha de Tuiucué, em 16 de julho de 1867, suas divisões tomam a trincheira de Punta Carapá, arrastando os paraguaios em derrota até Humaitá. Em 3 de agosto derrota setecentos cavaleiros em Arroio Hondo.

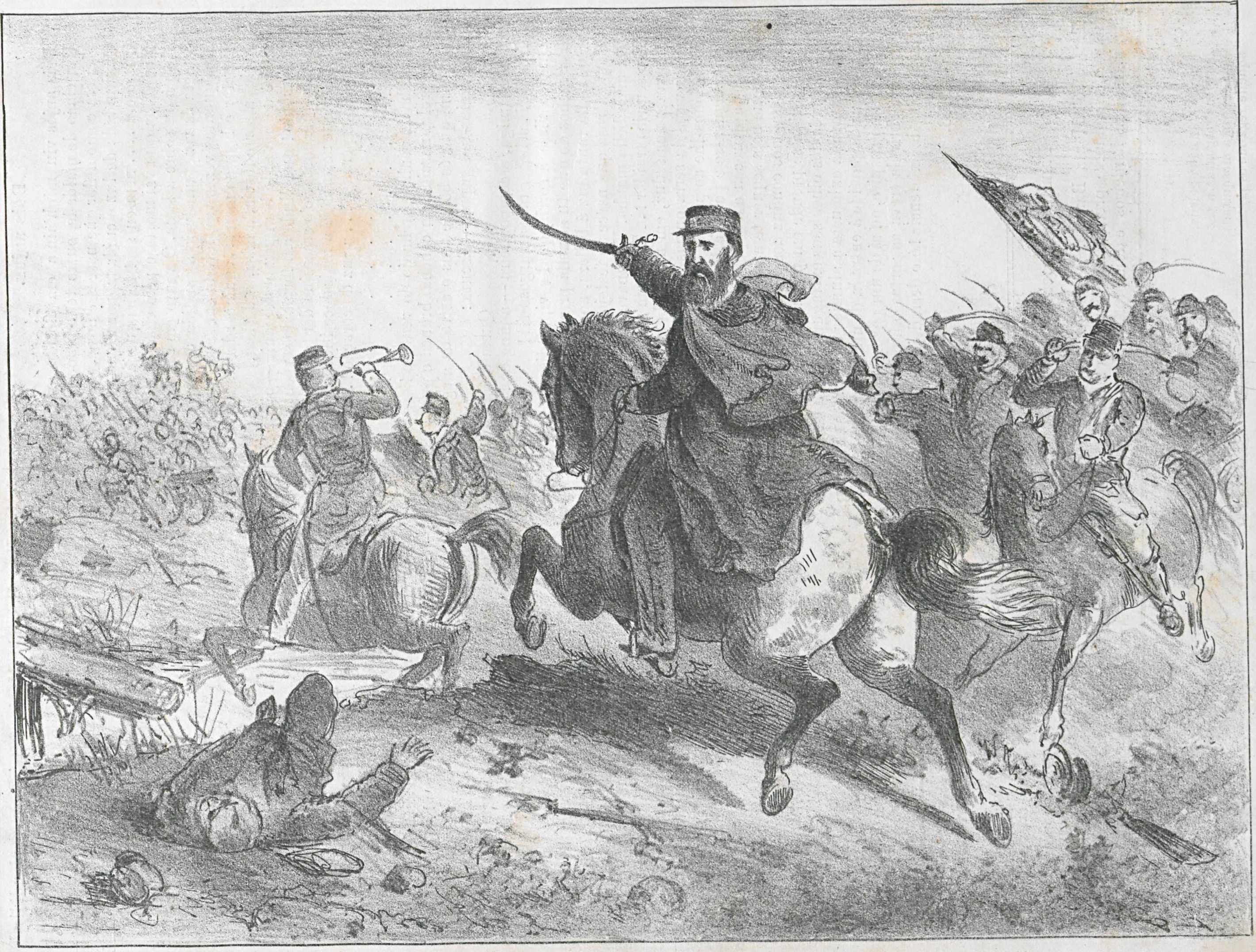
O barão do Triunfo na passagem do Rio Surubi-hi (23 de setembro de 1868), durante a Guerra do Paraguai.

Em 20 de setembro toma a vila de Pilar, em 3 de outubro defende a posição de São Solano, em 21 de outubro ataca quatro regimentos de cavalaria paraguaias e os derrota. Sua divisão era apelidada pelos paraguaios de caballeria loca de cuenta (cavalaria louca varrida). Por causa desta vitória foi nomeado barão do Triunfo, em 19 de outubro de 1867.

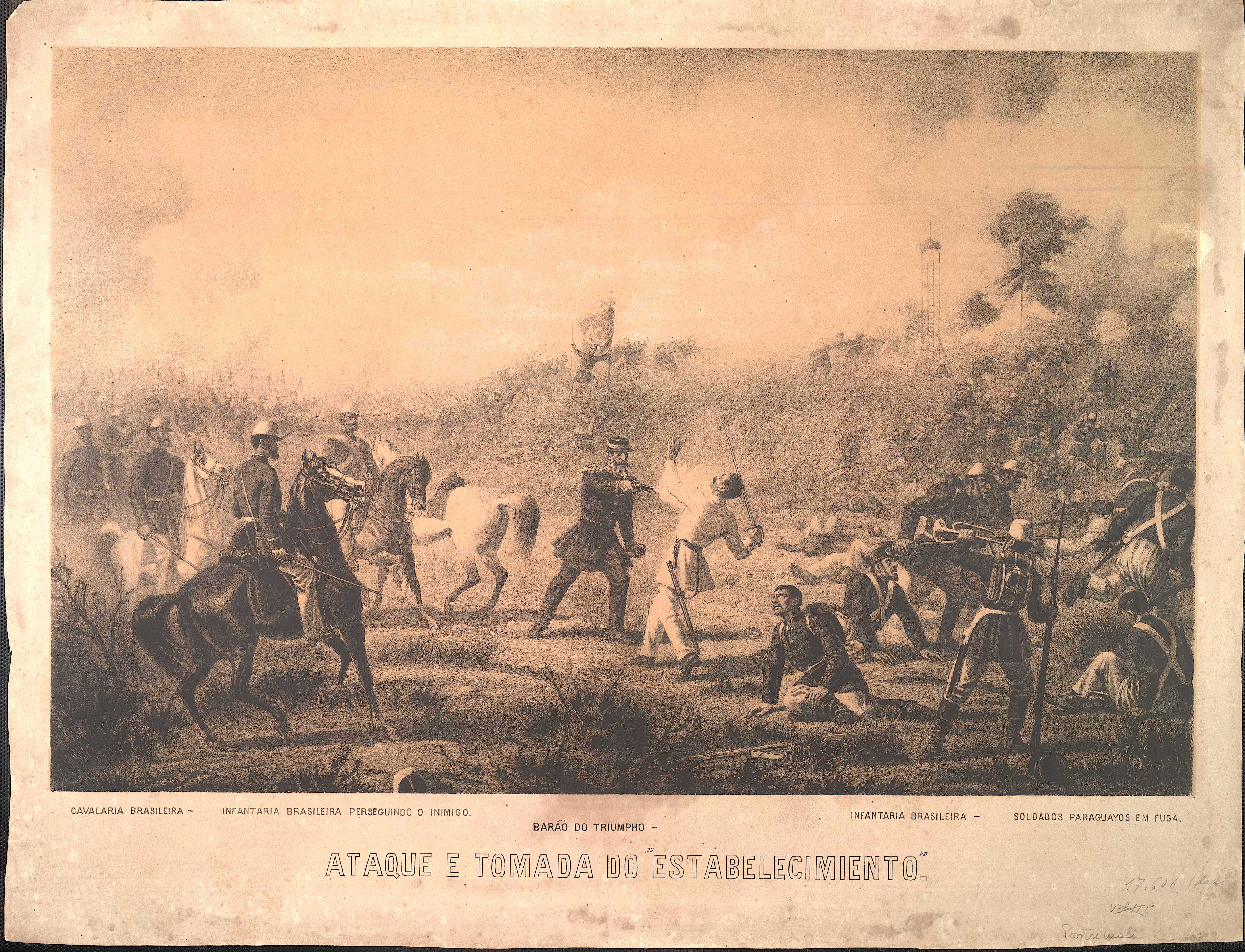
O Barão do Triúnfo durante o Ataque e Tomada do Estabelecimiento.

A partir de 1868 fez diversos reconhecimentos para ajudar na Passagem de Humaitá, ao mesmo tempo tomava Estabelecimiento da fortaleza, defendida por quinze canhões, apoiada por dois navios com artilharia, além de dois fossos e bocas de lobo. Sob pesadas perdas, foi ferido e teve seu cavalo morto, mandou desmontar sua tropa de cavalaria e atacou a fortaleza até tomá-la. Participou da Batalha de Avaí. Comandou as tropas que atacaram Lomas Valentinas pela esquerda, conseguindo levá-las ao interior da posição fortificada, porém em meio da posição, uma bala veio produzir-lhe grave ferimento no pé. Levado à Assunção foi recolhido ao palácio tomado de Solano López. Nos delírios da febre que o devorava, sob aquele clima de fogo, conta a lenda que o bravo general, como se naquele trágico momento o animasse uma alma espartana, julgava-se ainda à frente dos seus esquadrões e atirando as cobertas, brandava: "Camaradas!... mais uma carga!". José Joaquim de Andrade Neves faleceu no palácio em 6 de janeiro de 1869.

## Homenagens
Em um caso raro, é homenageado por duas ruas na capital gaúcha, e uma rua na região metropolitana de Porto Alegre: a Rua Andrade Neves, no Centro da cidade, a Rua Barão do Triunfo, no bairro Menino Deus, e a Rua Gen Andrade Neves, no bairro Harmonia, em Canoas. A primeira delas, no mesmo ano de sua morte, a Câmara Municipal de Porto Alegre mudou o nome de Rua Nova para Rua General Andrade Neves. Em Bagé, no estado do Rio Grande do Sul, uma das principais ruas no centro da cidade é chamada Rua Barão do Triunfo. Em Joinville, no estado de Santa Catarina, também há uma rua, no bairro nobre do América, que leva seu título como nome, Rua General Andrade Neves. Também em Belo Horizonte, no bairro Gutiérrez, existe a Rua General Andrade Neves.

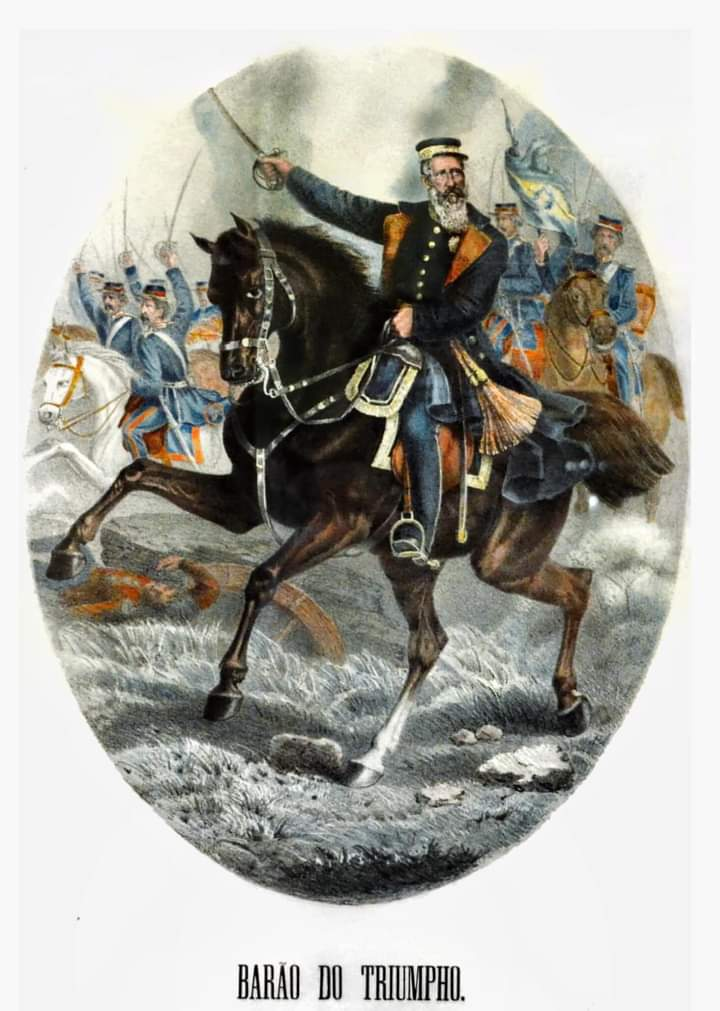
General Andrade Neves, Barão de Triunfo.

A cidade gaúcha Barão do Triunfo recebe este nome em sua homenagem.
Além disso, receberam seu nome as ruas General Andrade Neves, no bairro São Domingos no município de Niterói, a Rua Andrade Neves, no bairro Tijuca, no município do Rio de Janeiro, a Rua General Andrade Neves no bairro Vila Urussaí, no município de Duque de Caxias, e ainda em Petrópolis, há uma Rua Barão do Triunfo, no Quarteirão Ingelheim, todos no estado do Rio de Janeiro. Na capital paraense, Belém, há uma travessa nomeada Barão do Triunfo, que começa no bairro da Sacramenta, cruza a Pedreira e termina no Marco. Há, na cidade de São Paulo, a Rua Barão do Triunfo, rua muito arborizada que fica no bairro do Brooklin. Em Campinas uma das principais avenidas da cidade, que liga a antiga estação ferroviária (hoje a Estação Cultura) ao bairro do Castelo, recebe seu nome. Em João Pessoa existe a avenida Barão do Triunfo localizada no bairro Varadouro.
Em sua cidade natal, Rio Pardo é quem nomeia a rua mais importante da cidade: a Avenida Andrade Neves. Cidades gaúchas como Santa Maria, Pelotas, Rio Grande, Cachoeira do Sul e Canguçu também possuem ruas em sua homenagem. Além dessas, há ainda muitas outras pelo interior do Rio Grande do Sul.
Foi, por décadas, cultuado como patrono da Cavalaria Brasileira.